# Régnier III de Hainaut
Régnier III est comte de Hainaut de 940 à 958. Il est le fils de Régnier II, comte de Hainaut.
Il participe avec son frère Rodolphe à la révolte de son oncle Gislebert, duc de Lotharingie, mais ce dernier est tué et Régnier et Rodolphe doivent faire leur soumission à Otton Ier, roi de Germanie.
Il ne tarde pas à nouer de nouvelles alliances avec le Carolingien Louis IV d'Outremer, mais Otton envoie le duc Hermann Ier de Souabe pour soumettre les rebelles en 944.
Otton nomme comme duc de Lotharingie son gendre Conrad le Roux, qui cherche à réduire la puissance de Régnier, qu'il considère comme un rival. Conrad se révolte ensuite contre l'empereur et Régnier, de rebelle, se retrouve soutien de l'empereur.
L'anarchie se développe en Lotharingie et Régnier se taille une principauté aux dépens de l'Empire et du royaume de France, s'emparant du douaire de la reine Gerberge, sœur d'Otton Ier et mère du roi de France Lothaire, et pillant les églises et les abbayes. Enfin, l'archevêque Brunon de Cologne, nommé duc de Lotharingie, s'attache à restaurer l'ordre et à soumettre les révoltés. Après de durs combats, il bat Régnier, mais celui-ci, ne voulant pas faire sa soumission, est exilé en Bohême. Il y vit encore quelques années.

## Mariage et enfants
D'une épouse prénommée Adela, fille de Hugues Ier de Nordgau, ou bien plus précisément Adèle de Dabo, Régnier a :
- Régnier IV († 1013), comte de Hainaut et comte de Mons, marié à Hedwige, fille de Hugues Capet ;
- Lambert Ier dit le Barbu, († 1015), comte de Louvain.

## Source
- L. Vanderkindere, « Régnier III », Académie royale de Belgique, Biographie nationale, vol. 18, Bruxelles, 1905 [détail des éditions], p. 875-879.